# The Brain of Morbius
The Brain of Morbius (Le cerveau de Morbius) est le quatre-vingt-quatrième feuilleton de la première série de la série télévisée britannique de science-fiction Doctor Who. L'épisode fut originellement diffusé en quatre parties, du 3 janvier au 24 janvier 1976.

## Accroche
Le TARDIS a été traîné de force sur une planète proche de Gallifrey, Karn. Le Docteur et Sarah Jane Smith découvrent un étrange scientifique, le docteur Solon, que le corps du Docteur semble intéresser.

## Distribution
- Tom Baker — Le Docteur
- Elisabeth Sladen — Sarah Jane Smith
- Philip Madoc — Le Docteur Solon
- Colin Fay — Condo
- Michael Spice — Voix de Morbius
- Stuart Fell — Le Monstre de Morbius
- Cynthia Grenville — Maren
- Gilly Brown — Ohica
- Sue Bishop, Janie Kells, Gabrielle Mowbray, Veronica Ridge — Les Sœurs de Karn
- John Scott Martin — Kriz

## Résumé
Le TARDIS se pose sur Karn, une planète dévastée, non loin de Gallifrey sur laquelle de nombreux vaisseaux semblent s'être écrasés. Le Docteur pense que le TARDIS a été entraîné de force par les Seigneurs du temps et refuse de bouger. Non loin de là, les sœurs de Karn, une société de femme sorcières proches des Seigneurs du Temps, s'inquiètent car la flamme de la vie qu'elles sont censés surveiller, commence à s'éteindre. Elles gardent aussi un élixir permettant de vivre éternellement et pensent que le Docteur et Sarah Jane sont venus le voler. Elles usent de leur pouvoir pour s'emparer du TARDIS.
Voulant échapper à la pluie, le Docteur trouve refuge au manoir du Docteur Solon. Celui-ci est un scientifique terrien, disparu il y a longtemps, qui semble vivre seul avec son assistant Condo. Lors d'un repas ensemble, le Docteur découvre que Solon est un adorateur du culte de Morbius, un Seigneur du temps démoniaque disparu il y a longtemps. Mais il est trop tard, Solon a déjà empoisonné le Docteur avec un somnifère et pense avoir empoisonné Sarah aussi. Il cherche à couper la tête du Docteur afin de l'intégrer sur un corps qu'il a fabriqué à partir des différents cadavres s'étant écrasés sur Karn afin de pouvoir faire renaître Morbius. Mais à son insu, le corps du Docteur est téléporté par les sœurs de Karn afin de le faire brûler car elles pensent qu'il s'agit d'un espion des Seigneurs du Temps.
Le Docteur Solon tente de s'y opposer avant d'être renvoyé par les sœurs. Le Docteur parvient à s'enfuir grâce à l'aide de Sarah Jane mais dans sa fuite elle se fait aveugler. Le Docteur exerce un chantage sur Solon pour qu'il examine Sarah. Celui-ci lui fait croire qu'il a besoin de l'élixir de vie afin de régénérer son œil mais souhaite en réalité s'en servir afin de ressusciter Morbius. Aveugle, Sarah tombe sur Morbius, désormais réduit à l'état de cerveau dans une jarre. Elle entend la discussion entre Morbius et Solon et tente de s'enfuir mais est recapturée par Condo.
Le Docteur tente de convaincre les sœurs de lui donner l'élixir afin de sauver Sarah mais celles-ci lui avouent que l'effet de leur rayon aveuglant n'est que temporaire. Il parvient à réanimer leur flamme sacrée et leur fait promettre de cesser de piéger les vaisseaux passant dans les environs de Karn. Alors qu'il est prêt à opérer Morbius, Condo reconnaît son bras sur le patchwork de membres censé servir de corps à Morbius et attaque Solon, renversant le cerveau de Morbius. Solon lui tire dans la poitrine et oblige Sarah à l'aider. Ils parviennent à rendre vivant le monstre de Morbius, trop tôt. Sarah recouvre la vue à temps pour éviter de se faire attaquer par le monstre de Morbius.
Les sœurs sonnent à la porte de Solon et laissent le corps du Docteur, inanimé, sur le seuil et Solon lui demande de l'aide pour capturer Morbius. Ils parviennent à le prendre dehors, peu de temps après qu'il a tué une des sœurs de Karn. Le Docteur demande que Solon démembre Morbius, mais celui-ci ne peut s'y résigner et finit par enfermer le Docteur et Sarah dans une pièce proche. Dans l'espoir de tuer Morbius, ils envoient du cyanure par les conduits de ventilation mais cela ne tue que Solon. Morbius menace le Docteur et ceux-ci se combattent avec leur esprit via une machine. Le Docteur perd, mais il est sauvé par les sœurs qui font irruption dans le château de Solon et jettent Morbius par la fenêtre. Maren se sacrifie afin de sauver le Docteur que le combat d'esprit avait rendu mourant.

### Continuité
- Le Docteur fait référence à ses autres incarnations lorsque Solon lui parle de sa tête. Il dit également que c'est sa tête préférée.
- L'une des premières victime de crash que le Docteur voit est un Mutt, l'espèce au centre de l'intrigue de « The Mutants. »
- Lorsque Solon lui fait une remarque sur sa tête, le Docteur répond qu'il en avait un autre avec des cheveux blancs. Sarah Jane dit qu'elle préférait celle-là.
- Cet épisode introduit les « sœurs de Karn » une sorte de congrégation mystique proche des seigneurs du temps. Il est suggéré que leur élixir est parfois utilisé par les seigneurs du temps en cas de régénération imparfaite. Celles-ci auront un rôle déterminant dans l'évolution du 8e Docteur dans « The Night of the Doctor »

#### Le combat d'esprit
Durant le combat entre Morbius et le Docteur, la machine montre différentes incarnations du Docteur à rebours. Or, celle-ci montre des visages après celui de William Hartnell, laissant supposer que le Docteur a vécu bien d'autres vies avant sa première incarnation. L'idée était de sous-entendre qu'il y avait eu des Docteurs avant William Hartnell.
Or ce fait va rentrer en contradiction avec l'épisode de la saison 14 « The Deadly Assassin » qui introduit l'idée que les seigneurs du temps sont limités à 12 régénération, une idée confirmée dans l'épisode « The Keeper of Traken » (1981) et « L'Heure du Docteur. » (2013) Afin de rétropédaler, certains scénaristes expliquent que certains visages appartiennent à Morbius, que certains visages représente le premier Docteur dans sa jeunesse ou qu'il s'agissait des futures incarnations potentielles du Docteur,,.
En 2020, lors du final de la saison 12 de la deuxième série, Les Enfants intemporels, l'idée de Docteurs ayant existé avant William Hartnell est finalement confirmée. Les visages aperçus lors du combat seraient donc bien ceux d'anciennes incarnations du personnages.